# Molotov–Ribbentrop-pakten

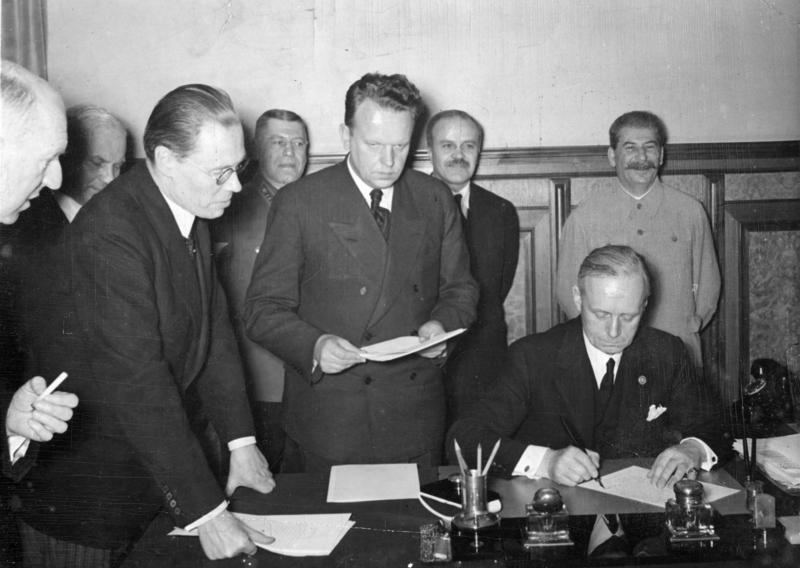
Utrikesminister Ribbentrop skriver under icke-aggressionsavtalet mellan Nazityskland och Sovjet. Bakom honom står bland andra Sjaposjnikov, Molotov och Stalin.

Molotov–Ribbentrop-pakten var en icke-angreppspakt mellan Sovjetunionen och Tyskland. Pakten undertecknades den 23 augusti 1939 i Moskva av ländernas utrikesministrar, Vjatjeslav Molotov och Joachim von Ribbentrop, efter kort och intensiv diplomati. Ledarna i de båda länderna, Josef Stalin och Adolf Hitler, medverkade direkt genom telex och personligen, både vid utformningen av fördraget och i efterföljande justeringar. Pakten innebar ett icke-aggressionsavtal staterna emellan, men inbegrep även i hemlighet en uppdelning av Östeuropa i intressesfärer. Molotov–Ribbentrop-pakten gav ett slags klartecken för andra världskriget, eftersom pakten tillät Tyskland och Sovjetunionen att anfalla länder mellan dem utan att den andra parten i pakten blandade sig i det, så länge man höll sig innanför de uppgjorda gränserna för intressesfärer. Andra världskriget startade också en vecka senare då Tyskland anföll Polen i gryningen den 1 september.
I ett hemligt tilläggsprotokoll delades östra Europa upp så att Finland, Estland, Lettland, Bessarabien samt östra Polen till floderna San, Wisła och Narew hamnade i den sovjetiska intressesfären, medan västra Polen och Litauen hamnade i den tyska. Avtalet korrigerades den 28 september 1939 då Sovjetunionen överlät området mellan Wisła och Bug till Tyskland i utbyte mot Litauen. Gränsen mellan Tyskland och Sovjetunionen enligt pakten stämde i stort med Curzonlinjen och blev också Polens gräns efter andra världskriget.
Pakten öppnade också för att öka ömsesidig handel: Sovjetunionen skulle köpa tyska maskiner, medan Tyskland skulle få leveranser av säd, olja, järn, bomull och mineraler till ett värde av 650 miljoner riksmark under tolv månader samt att vid behov agera som bulvan för inköp ifall Tyskland skulle utsättas för blockad (se citat nedan). De sovjetiska leveranserna kom senare att uppväga den brittiska blockaden av Tyskland.

## Bakgrund

### Tysk-sovjetiska relationer fram till 1938
Fyra år efter första världskrigets slut slöt Ryska SFSR fördraget i Rapallo 1922 med den tyska Weimarrepubliken där båda parter gick med på att ge upp sina respektive kompensationskrav på varandra från kriget. 1926 skrev de båda under ett fördrag om bibehållen neutralitet om endera parten invecklades i krig. Det ekonomiska läget för länderna direkt efter kriget var mycket dåligt men den bilaterala handeln kunde ändå öka till ett värde av 433 miljoner riksmark år 1927. Bland annat kom handeln att bidra till att Tyskland kunde utveckla krigsmateriel, vilket förbjöds av Versaillesavtalet.
Relationerna länderna emellan blev dock mycket ansträngda från år 1933 då nazisterna kom till makten i Tyskland. Den nazistiska rasläran behandlade de slaviska folkgrupperna i Östeuropa som "undermänniskor". Nazisternas ideologiska motpol sågs i de extremt egalitära kommunisterna vilka man dessutom beskyllde för att styras av de av Hitler hatade judarna. Snart fylldes den officiella tyska retoriken med slagord som att Sovjet regerades av "judiska bolsjeviker" och att ett oundvikligt krig mot den "underlägsna slaviska rasen" skulle föra Tyskland till världsherravälde. Redan i Mein Kampf hade Hitler förespråkat tysk expansion för ökat "livsrum" ända bort till Uralbergen som skulle befolkas av ariska tyska bönder medan lokalbefolkningen i Östeuropa skulle användas som slavarbetare. Sådan konfrontativ politik kombinerat med snabbt ökande sovjetiska statsskulder bidrog till att handeln mellan Tyskland och Sovjetunionen minskade dramatiskt under 1930-talet.
I början av maj 1935 hade Sovjetunionen slutit ett militärt samarbetsavtal med Frankrike, vilket uppfattades som ett hot av tyskarna som bland annat reagerade med återmilitariseringen av Rhenlandet. Bara sex dagar senare diskuterade den sovjetiske utrikesministern Maksim Litvinov, som försökte hålla Sovjetunionen ute ur ett framtida europeiskt storkrig genom kollektiva säkerhetsarrangemang med så många länder som möjligt, med den tyske ambassadören i Moskva Friedrich Werner von der Schulenburg idén om att även Tyskland kunde ingå i ett allmänt icke-angreppsfördrag. Enligt Litvinov borde hotbilden som tyskarna såg genom den fransk-sovjetiska alliansen därmed minska. Hitler avböjde dock ett sådant erbjudande med motiveringen att dess tid ännu inte hade kommit. Politiskt hamnade Sovjetunionen och Tyskland på kollisionskurs än mer från 1936 gällande spanska inbördeskriget, Kominterns antifascistiska folkfrontspolitik i Västeuropa och Antikominternpakten mellan Tyskland, Japan och Italien.

### Förändrat läge
För nazisterna omöjliggjordes omedelbar expansion i Östeuropa rent geopolitiskt av de efter första världskriget bildade buffertstaterna väster om Sovjetunionen, den så kallade cordon sanitaire som skulle "skydda" Europa från bolsjevismen. Dessa stater var allierade med Frankrike och för Hitler var det viktigt att vinna över dem till Tyskland för att möjliggöra ett expansionskrig.
Münchenöverenskommelsen i september 1938 bidrog samtidigt till att stärka Stalins misstankar om att västmakterna var villiga att offra Sovjetunionen till ett expansivt Tyskland då de helt sonika gav bort halva Tjeckoslovakien till tyskarna. Sovjetunionen hade ett försvarsavtal med Tjeckoslovakien och i Moskva kände man sig förrådda då även Frankrike hade ett sådant avtal, men britter och fransmän hade istället pekat på Sovjet som ett hot mot Hitler för att driva överenskommelsen med tyskarna i hamn. I oktober 1938 avböjde Polen ett erbjudande från Tyskland om att utveckla den år 1934 slutna tysk-polska icke-angreppspakten till en regelrätt militärallians för ett önskat krig i öster. Den sista chansen för Tyskland att expandera österut blev därmed att för tillfället acceptera ett samarbete med Sovjet om en uppdelning av Östeuropa. 19 april 1939 föreslog Litvinov ett omfattande militärt biståndsavtal mellan Sovjetunionen, Frankrike och Storbritannien för att avskräcka Tyskland från aggression.[källa behövs]

## Komplicerade avtalsförhandlingar

### Förhandlingar mellan Sovjetunionen, Storbritannien och Frankrike
Undertecknandet av Molotov-Ribbentrop-pakten föregicks av förhandlingar vilka Sovjetunionen parallellt förde med Tyskland å ena sidan och Storbritannien och Frankrike å andra sidan. Storbritanniens konservative premiärminister Neville Chamberlain liksom Frankrikes liberale konseljpresident Édouard Daladier hyste dock minst lika stor, om inte större, misstro mot Sovjetunionen som mot Tyskland och bedömde dessutom Röda arméns förmåga att stå emot ett tyskt anfall som liten. Samtidigt misstänkte man i Moskva att västmakterna inte hade för avsikt att leva upp till samarbetsavtalet i fall av en öppen konflikt med Tyskland. Den brittiska positionen var att alla tre länder var för sig skulle ge säkerhetsgarantier till Polen och Rumänien, Frankrike ville att förhandlingsparterna istället skulle ha bilaterala avtal med dessa två länder medan Sovjetunionen ville att samtliga angränsande länder skulle förpliktigas att bistå i ett krig mot Tyskland och dessutom förbjudas att sluta separatfred. I mitten av mars 1939 marscherade tyska trupper in i Tjeckoslovakien och den 31 mars gav Storbritannien med franskt stöd en unilateral garanti för Polens självständighet, men den oavsiktliga konsekvensen av allt detta blev att det från sovjetiskt perspektiv sågs som bevisat att en fientlig kapitalistisk sammansvärjning förekom mot världens enda socialistiska stat. För Stalin stod det nu klart att Storbritannien och Frankrike i förbund med Polen tänkte uppmuntra ett tyskt anfallskrig mot Sovjetunionen. Förhandlingarna som inleddes i april 1939 präglades därmed redan från början av yttersta misstro mellan parterna.
Den 3 maj 1939 avskedade Stalin den västvänlige utrikesministern Maksim Litvinov, som var av judisk börd och därför sågs som en belastning i de hemliga parallellförhandlingarna med Tyskland, och ersatte honom med Vjatjeslav Molotov som genast började ställa ytterligare krav på en allians med Storbritannien och Frankrike vilket drog ut på förhandlingarna. Särskilt Molotovs krav på att Röda armén skulle ha passagerätt genom polskt territorium i fall av krig med Tyskland försvårade förhandlingarna då man i London och Paris ej kunde övertyga den polska regeringen att tillåta detta. Situationen komplicerades än mer när brittisk press den 22 juli offentliggjorde ett hemligt initiativ från Chamberlains regering för att garantera freden mellan Storbritannien och Tyskland, bland annat diskuterades ett stort lån till tyskarna samt ett brittiskt-tyskt icke-angreppsfördrag. Vid de brittiska, franska och sovjetiska delegationernas sista sammanträde i slutet av augusti 1939 hade den sovjetiska regeringen själv redan slutit en överenskommelse med Berlin.

### Förhandlingar mellan Tyskland och Sovjetunionen

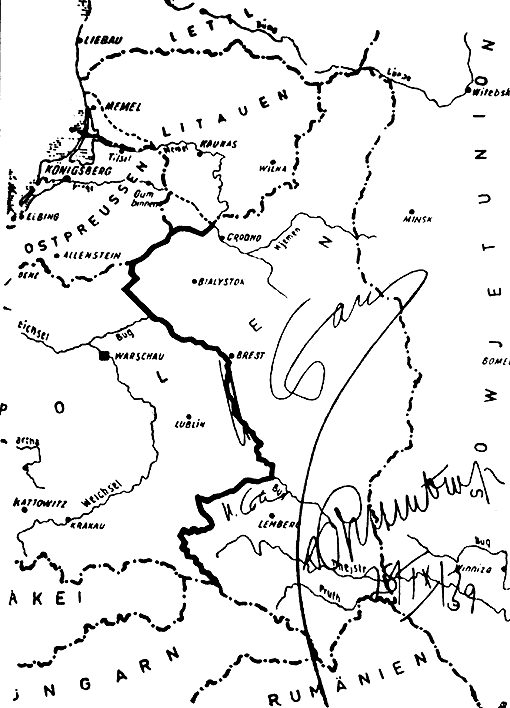
Uppdelning av Polen signerad av Stalin och von Ribbentrop, 28 september 1939.

Ett sovjetiskt närmande till Tyskland stod klart från mars 1939 och definitivt efter att utrikesminister Litvinov, som hade förespråkat en doktrin för kollektiv säkerhet för att skydda Sovjetunionen, hade bytts ut mot Molotov. När så den sovjetiska ambassadören i Berlin Georgij Astachov förklarade att när tyskarna var beredda att garantera att de inte skulle anfalla Sovjetunionen så skulle Sovjetunionen avstå från att sluta ett fördrag med England, så dröjde det inte länge innan ett positivt svar kom från tyskt håll. Den 19 augusti 1939 slöts det tysk-sovjetiska handelsfördraget och den 21 augusti fick Stalin bekräftelse på att tyskarna gick med på hans krav på en sovjetisk intressesfär i Östeuropa. Två dagar senare togs von Ribbentrop emot i Moskva.[källa behövs]
Sovjetiska motiv bakom pakten var att försöka bevara freden med Tyskland eller åtminstone vinna tid inför ett oundvikligt tyskt anfall. Dessutom innebar pakten att en till Sovjet fientligt inställd allians mellan Storbritannien, Frankrike och Tyskland hade avvärjts och risken för att falla offer för ett tysk-japanskt anfall på två fronter hade minskat. Hitler önskade å sin sida annektera Polen utan sovjetiskt ingripande, avskräcka de med Polen förbundna västmakterna från krig och även ha möjligheten att föra krig mot västmakterna utan att riskera angrepp från öster. Diplomaten och spionagenten Hans von Herwarth informerade sin amerikanske kollega Charles Bohlen om det hemliga tillägget dagen efter undertecknandet. Bohlen meddelade i sin tur Franklin D. Roosevelt, men presidenten delgav inte denna information till någon av de berörda regeringarna i Europa.[källa behövs]

### Sambandet med kriget mellan Sovjetunionen och Japan
Samtidigt som förhandlingarna pågick i Europa fördes i Fjärran östern det sovjetisk-japanska gränskriget mellan maj och september 1939. För Stalin kan detta ha varit ytterligare en anledning till att försöka få till stånd en överenskommelse med ett expansivt Tyskland i väster, även om det är oklart hur mycket han kände till om Japans bristande kapacitet att 1939 invadera östra Sovjetunionen. Storbritannien tvingades emellertid erkänna mycket av Japans anspråk i Kina den 22 juli 1939 till följd av blockaden av den brittiska koncessionen i Tianjin vilket fick den sovjetiska regeringen att reagera fientligt; Stalin stödde nämligen general Chiang Kai-shek och dennes krigsinsats mot japanerna i Kina.
Efter den förkrossande sovjetiska segern i slaget vid Khalkhin-Gol i augusti 1939 slöts ett stilleståndsavtal med Japan som garanterade Sovjetunionens östra territorier samt den gamla gränsen mellan Mongoliska folkrepubliken och Manchukuo mot vad man i Moskva fruktade kunde bli en japansk invasion. Japan började därefter fokusera sina långsiktiga expansionsplaner söderut mot de europeiska kolonierna i Sydostasien.[källa behövs]

## Resultatet av pakten

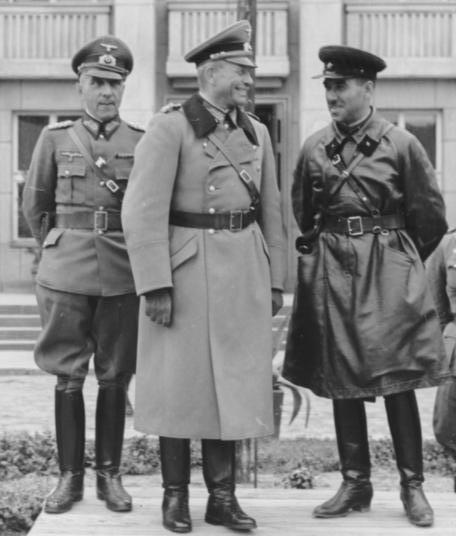
Tyska och sovjetiska chefer betraktar den gemensamma tysk-sovjetiska paraden i det erövrade Brest den 23 september 1939. I mitten den tyske generalmajoren Heinz Guderian och till höger den sovjetiske brigadkommendören Semjon Krivosjein.

En dryg vecka efter att pakten skrevs under, den 1 september, bröt andra världskriget ut när Tyskland intog västra delen av Polen. Mellan 17 september och 5 oktober, när polska styrkorna var till stor del utslagna, intogs östra Polen av den 617 588 man starka sovjetiska armén i polsk-sovjetiska kriget 1939, varefter den polska regeringen lämnade landet och en polsk exilregering inrättades. Området införlivades med Sovjetunionen en månad senare, efter ett skenval med flera underligheter som att valhemligheten bröts, väljare påverkades otillbörligt, röstsedlar byttes ut och flera som röstade emot arresterades efter valet.
De långsiktiga expansionistiska målen framträdde genom paktens hemliga protokoll som tillerkände Sovjetunionen speciella intressen i Finland, Estland, Lettland, Litauen, Bessarabien och östra Polen, samt Tyskland motsvarande i västra Polen till floden Bug. Under 1940 fördes förnyade förhandlingar om utvidgat samarbete, men utan att parterna kunde komma överens. Utkast för att koppla Sovjetunionen till axelmakterna finns bevarat. Bara ett år efter att pakten hade ingåtts började Hitler att planera för en invasion av Sovjetunionen i enlighet med hans tidiga krav på utökat livsrum för det tyska folket (se Generalplan Ost), planer som skulle mynna ut i Operation Barbarossa sommaren 1941.[källa behövs]
Med undantag för Finland kom sovjetstatens efterkrigsgränser att ungefärligen följa stadgarna i pakten.

### Avslöjande av tilläggsprotokollet
Efter kriget förnekade sovjetrepresentanter kategoriskt existensen av de hemliga protokoll som kunde vittna om de baltiska republikernas tvångsanslutning till unionen. Molotov som själv undertecknat avtalet kallade det ett ”falsarium”. Även Andrej Gromyko som var Sovjetunionens utrikesminister under tre decennier förnekade protokollets existens. Officiellt förnekades protokollet ända till 18 augusti 1989, när en medlem i politbyrån, Alexander Nikolajevitj Jakovlev, erkände protokollets existens i en intervju i Pravda; detta efter att avtalstexten publicerats i veckotidningen Argumenty i Fakty. Hemligstämpeln för dokumentet togs bort först efter Sovjetunionens upplösning 1992.
En mikrofilm med dokumentet klarade sig igenom kriget, liksom en samling av minnesanteckningar och telegram med sovjetisk–tysk korrespondens som publicerades av USA 1948.

## Historieskrivning om pakten
Pakten mellan Sovjetunionen och Nazityskland har beskrivits och tolkats på väldigt olika sätt genom 1900- och 2000-talet. I Ryssland har pakten under 2000-talet kommit att politiseras allt mer och användas i retorik från höga regeringsföreträdare, ofta i utrikespolitiska sammanhang. En förändring av den ryska historieskrivningen började 2005 i samband med ett tal av Rysslands president Vladimir Putin. Putin argumenterade för att Molotov-Ribbentrop-pakten var att likställa med Münchenöverenskommelsen 1938 och kritiserade även de baltiska staterna för att försöka "dölja kollaborationismens skam" (över att ha samarbetat med Nazityskland, enligt Putin). 2009 kritiserade utrikesminister Sergej Lavrov att Europaparlamentet utlyste en minnesdag för offer för totalitära regimer, vilket inkluderade brott under både nazistiska och stalinistiska regimer.
Den förändrade historieskrivningen kan ses som en del i den ryska statens arbete i att bygga legitimitet baserat på vad man ser som sovjetiska framgångar under andra världskriget. I det arbetet ingår att framhäva vad man menar är heroiska sovjetiska insatser mot Nazityskland, samtidigt som man reviderar historieskrivningen för att presentera en tillrättalagd version av förhandlingarna med Tyskland. Ryssland har till exempel undvikit att beröra de hemliga tilläggsprotokoll som delade upp Europa i olika intressesfärer.

## Avtalstexten – den tysk–sovjetiska icke-angreppspakten

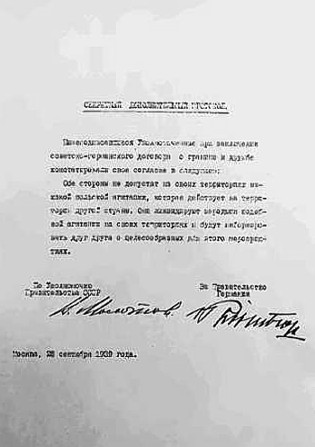
Avtalet från det andra mötet i Moskva den 28 september 1939 (rysk version).

Texten i fri svensk översättning från engelska och tyska.
| ” | Regeringen för Tyska riket och regeringen för Sovjetunionen av socialistiska republiker i önskan att stärka freden mellan Tyskland och Sovjetunionen och genom att utveckla den grundläggande stadgan i Neutralitetsavtalet tecknat i april 1926 mellan Tyskland och S.U., har uppnått följande överenskommelse: Artikel I. De båda parter som ingår avtalet binder sig att avstå från alla våldsaktioner, allehanda aggressiva aktioner och allehanda attacker på varandra, antingen själva eller tillsammans med andra makter. Artikel II. Skulle en av parter som ingår avtalet bli målet för krigsaktion från en tredje makt, skall den andra parten i avtalet under inga former ge sitt stöd till den tredje makten. Artikel III. Regeringarna av de två parter som ingår avtalet skall i framtiden upprätthålla kontinuerlig kontakt med varandra för konsultation för att utbyta underrättelser om problem som inverkar på deras gemensamma intressen. Artikel IV. Ingen av parterna skall ansluta sig till någon gruppering av makter som direkt eller indirekt riktas mot den andra parten. Artikel V. Skulle det uppstå dispyter eller konflikter mellan de båda parter som ingår avtalet, över problem av godtycklig art, båda parterna lösa dessa dispyter eller konflikter uteslutande genom vänligt utbyte av åsikter, eller om nödvändigt, genom att sätta upp förlikningskommissioner. Artikel VI. Det nuvarande fördraget ingås för en period av tio år, med avsikt att om ingen av parterna som ingår avtalet, på förhand ett år innan avtalet slutat gälla inte vill förlänga det, skall fördraget automatiskt förlängas med ytterligare fem år. Artikel VII. Det nuvarande fördraget skall ratificeras inom kortast möjliga tid. Ratifikationerna skall utbytas i Berlin. Avtalet träder i kraft så snart det är signerat. | „ |

## Det hemliga tilläggsprotokollet

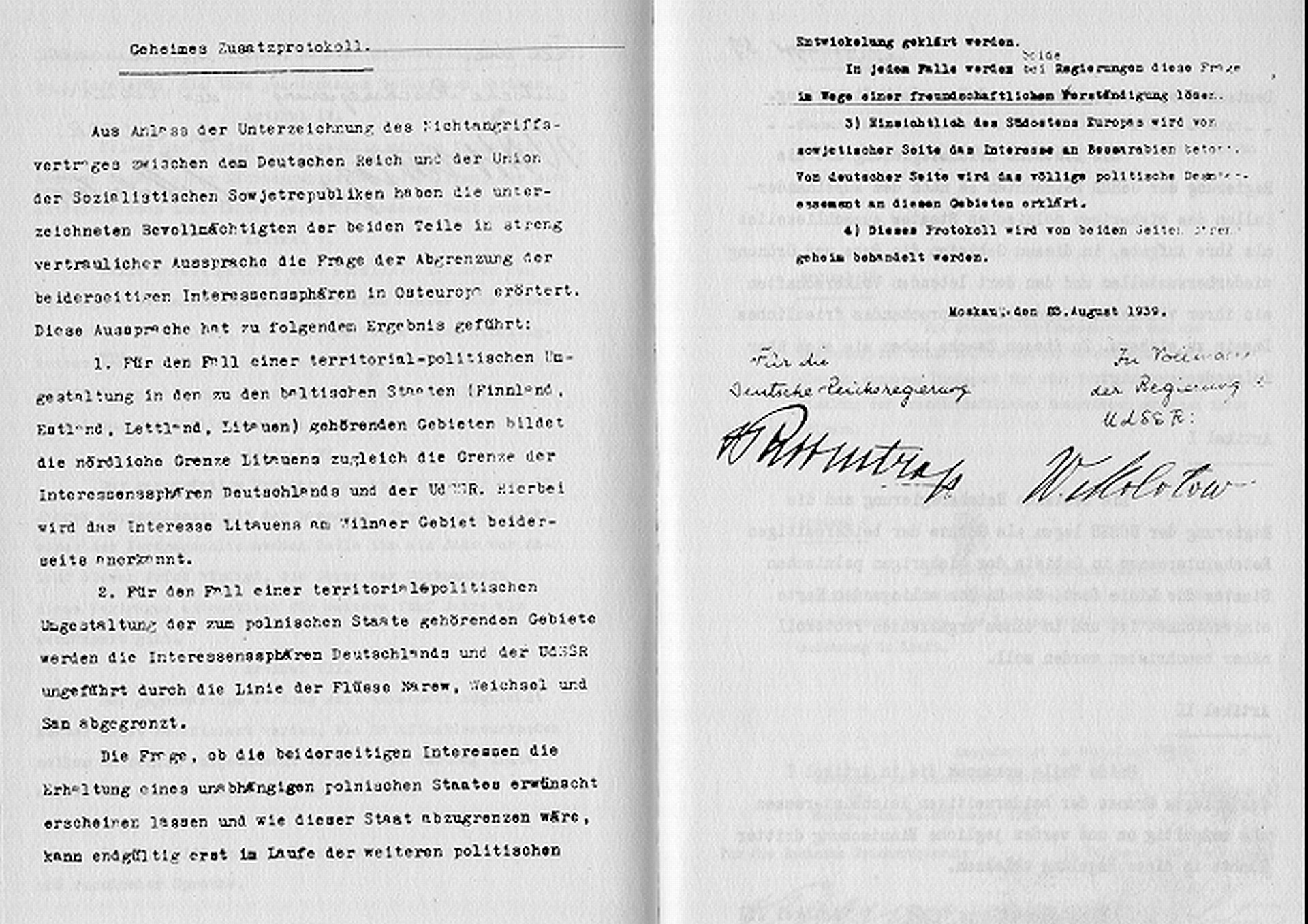
Den hemliga delen av paktdokumentet (tysk version).

Texten ur tilläggsprotokollet är fri översättning från en engelsk översättning.
| ” | Hemligt tilläggsprotokoll Artikel I. I händelse av territoriell och politisk ombildning av områdena tillhörande de baltiska staterna (Finland, Estland, Lettland, Litauen), skall Litauens norra gräns utgöra inflytandesfärernas gräns mellan Tyskland och Sovjetunionen. I anslutning till detta skall Litauens anspråk på Vilno-området erkännas av båda sidor. Artikel II. I händelse av territoriell och politisk ombildning av områdena tillhörande den polska staten, skall inflytandesfärernas gräns dras ungefär längs linjen på floderna Narev, Wisla och San. Frågan om huruvida det ligger i båda staternas intressen att upprätthålla en oberoende polsk stat och inom vilka gränser en sådan stat skall få existera kan bara slutligen avgöras inom loppet av vidare politisk utveckling. I vilket fall som helst kommer båda regeringarna att lösa frågan genom vänskapligt samförstånd. Artikel III. Vad gäller sydöstra Europa så framhåller Sovjetunionen sitt intresse för Bessarabien. Den tyska sidan deklarerar sitt totala politiska ointresse för dessa områden. Artikel IV. Detta protokoll skall behandlas av båda sidor som strikt konfidentiellt. Moskva, 23 augusti 1939 För Tyska rikets regering v. Ribbentrop Representant för Sovjetunionens regering V. Molotov | „ |

## Det hemliga handelsavtalet
Utdrag från tyska utrikesministeriets memorandum om tysk–sovjetiska handelsavtalet påskrivet 11 februari 1940 som definierar innehållet i avtalen från den 23 augusti och 28 september 1939.
| ” | Utrikesministeriets memorandum STATSHEMLIGT W 1027/40 g. Rs. MEMORANDUM OM DEN TYSK–SOVJETISKA HANDELSÖVERENSKOMMELSEN PÅSKRIVEN DEN 11 FEBRUARI 1940 Överenskommelsen grundar sig på korrespondensen – omnämnd i inledningen – mellan riksministern för utrikesärenden och ordföranden i folkkommissariernas råd, Molotov, daterad 28 september 1939. Överenskommelsen utgör det första stora steget till det ekonomiska programmet som föreslagits av båda sidorna och som kommer att följas av andra. 1. Överenskommelsen täcker en period av 27 månader, det vill säga sovjetiska leveranser som skall ske inom 18 månader, skall inom 27 månader kvitteras av tyska leveranser. Den svåraste punkten i korrespondensen från den 28 september 1939, nämligen, de sovjetiska leveranserna av råvaror kommer kvitteras av tyska industriella leveranser över en längre period, är därmed löst enligt våra önskemål. Det blev inte möjligt utan hård kamp. Endast tack vare rikets utrikesministerns personliga meddelande till Stalin ledde till slutgiltig lösning. De förskrivna 18 och 27 månaderna utgör en kompromisslösning, eftersom vid angivna intervallerna – nämligen var 6:e månad – de ömsesidiga leveranserna av varor måste balanseras enligt ett fast förhållande. Om denna balans inte uppnås, det vill säga speciellt om tyska leveranser kommer efter förhållandet till de sovjetiska leveranserna fastställda i Överenskommelsen, den andra sidan får tillfälligt göra avbrott i sina leveranser tills det fastställda förhållandet blir uppnått. Denna föreskrift är irriterande, men kunde inte elimineras av oss, eftersom Stalin själv tog upp dem i de slutgiltiga samtalen. 2. De sovjetiska leveranserna. I enlighet med Överenskommelsen, skall Sovjetunionen inom de första 12 månaderna leverera råvaror till ett värde av ungefär 500 miljoner reichsmark. Dessutom, skall Sovjeterna leverera råvaror, diskuterade i Kreditöverenskommelsen från 19 augusti 1939, för samma period, till ett värde av ungefär 100 miljoner reichsmark. De viktigaste råvarorna är följande: - 1 000 000 ton spannmål för boskap, och grönsaker, till ett värde av 120 miljoner reichsmark - 900 000 ton råolja till ett värde av cirka 115 miljoner reichsmark - 100 000 ton bomull till ett värde av cirka 90 miljoner reichsmark - 500 000 ton fosfat - 100 000 ton krommalm - 500 000 ton järnmalm - 300 000 ton järnskrot och tackjärn - 2 400 kg platina, - managanmalm, metaller, timmer, och flera olika andra råvaror. Till detta tillkommer också sovjetexport till Protektoratet, vilket inte ingår i Överenskommelsen, till ett värde av cirka 50 miljoner reichsmark, så att det totala nettot av leveranser av varor från Sovjetunionen under det första avtalsåret har ett värde av 650 miljoner reichsmark. [...] BERLIN, 26 februari 1940. SCHNURRE | „ |